# أولاد عيسى أولاد موسى (مليلة)
أولاد عيسى أولاد موسى هي إحدى مشيخات المملكة المغربية، تتبع جغرافيا لإقليم بنسليمان وإداريًا لمليلة. يقدر عدد سكانها بـ 3946 نسمة حسب الإحصاء الرسمي للسكان والسكنى لسنة 2004.